# Список місій Grand Theft Auto IV
В цій статті наведено список сюжетних місій гри Grand Theft Auto IV. На відміну від попередніх ігор серії, в цій грі є два можливих варіанта розв'язки, які залежать від вибору гравця. Також є місії, які сюжетно перетинаються із місіями ігор GTA: The Lost and Damned та GTA: The Ballad of Gay Tony.

## Брокер
| Назва | Місце                                         | Хто видає         | Винагорода |
| --- | --------------------------------------------- | ----------------- | ---------- |
| |                                               |                   |            |
| "The Cousins Bellic" (укр. Двоюрідні брати Беллик) | проспект Моханет, Іст-Хук, Брокер             | Роман Беллик      | $25        |
| На кораблі "Платипус", який скоро прибуде в Ліберті-Сіті, Ніко Беллик стукає в двері каюти Дейва, повідомляючи йому, що вони скоро прибудуть. Дейв не звертає на це уваги, оскільки займається БДСМ-сексом із жінкою. Після цього Ніко розмовляє із своїм приятелем Хоссаном. Ніко каже йому, що ніколи раніше не бував в Ліберті-Сіті, але його двоюрідний брат тут вже досяг успіху: в нього є маєток, спортивна машина, жінки. Ніко розповідає, що після війни не міг знайти роботу, зв'язався із нехорошими людьми і накоїв дурниць. Тому коли в нього виникли проблеми, він вирішив що може приїхати до двоюрідного брата і той йому допоможе. Корабель запливає в порт Іст-Хук в Брокері. Ніко виходить на берег. Під'їжджає його двоюрідний брат Роман, який веде таксі. Роман п'яний, тому Ніко сідає за кермо і вони їдуть додому до Романа на проспект Мохавк, Хоув-Біч. Коли вони приїжджають, Ніко бачить, що у Романа не маєток, а звичайна однокімнатна квартира і що він брехав у своїх листах про багате життя. |                                               |                   |            |
| "It's Your Call" (укр. Це твій поклик) | вулиця Ціско, Хоув-Біч, Брокер                | Роман Беллик      | $30        |
| Ніко приходить до таксопарку Романа. Там Роман представляє йому свою співробітницю Мелорі Бардас. Після цього приходить Влад Глєбов, якому Роман винний грошей, починає залицятися до Мелорі і нагадує Роману що той має повернути йому гроші. Після цього Ніко із Романом сідають в машину і їдуть до магазину інструментів в Шоттлері, всередині якого працює підпільний гральний клуб. Роман дає Ніко мобільний телефон і просить подзвонити якщо з'являться албанці, яким він завинив гроші. Роман заходить в середину, а Ніко чекає ззовні. Через деякий час під'їжджає машина, із неї виходять двоє чоловіків і вони йдуть до магазину інструментів. Ніко дзвонить Роману і попереджає його про це. Роман вибігає через чорний хід і сідає назад в машину. Албанці це бачать, біжать назад до своєї машини, сідають в неї і починають переслідувати Ніко і Романа. Ніко вдається від них відірватися, після чого він відвозить Романа назад до таксопарку. |                                               |                   |            |
| "Three's a Crowd" (укр. Троє це вже натовп) | вулиця Ціско, Хоув-Біч, Брокер                | Роман Беллик      | -          |
| Ніко отримує повідомлення на мобільний телефон від Романа, що йому терміново потрібна допомога. Ніко приїжджає до нього в таксопарк і бачить, що двоє чоловіків погрожуючи Роману ножем вимагають повернути борг. Один зі злості скидає монітор на підлогу і він розбивається. Ніко привертає їх увагу до себе. Один із них намагається напасти на Ніко, але Ніко заламує його. Ці двоє чоловіків втікають, а Ніко кричить їм, що якщо вони повернуться, то він їх вб'є. Після цього Роману на мобільний телефон дзвонить Мелорі і просить підвезти її. Роман каже, що йому треба навести порядок в офісі, а Ніко зможе її підвезти. Ніко сідає за кермо таксі і їде до станції метро "Хоув-Біч". Там до нього в машину сідають Мелорі та її подруга Мішель. Він відвозить їх до дому Мішель на Роттердам-Хілл. По дорозі жінки обговорюють Ніко. а особливо його одяг. Коли вони приїжджають, Мішель дає Ніко свій номер телефону і пропонує якось зустрітися. Ніко дзвонить Роману і каже, що йому потрібно купити новий одяг. Роман пропонує Ніко заїхати в магазин одягу в кварталі від дому. Ніко їде туди та купує собі новий одяг. |                                               |                   |            |
| "Bleed Out" (укр. Кровотеча) | проспект Онондага, Файрфлай-Проджектс, Брокер | Роман Беллик      | $50        |
| Ніко на мобільний телефон дзвонить Роман і каже, що албанці напали на нього в Файрфлай-Проджектс. Вони хочуть помститися за Бледара, якого побив Ніко. Ніко їде туди і бачить як двоє чоловіків б'ють Романа. Ніко підбігає до них і б'є їх до смерті. Після цього Ніко і Роман бачуть самого Бледара, але він починає втікати на машині. Ніко і Роман сідають в машину і починають переслідувати його. Врешті Бледар зупиняється в Боабо і забігає в якусь будівлю. Ніко зупиняється, виходить із машини і біжить за Бледарем. Коли Ніко його наздоганяє, він його вбиває, попри те що в нього є ніж, а Ніко нічим не озброєний. |                                               |                   |            |
| "First Date" (укр. Перше побачення) | проспект Мохавк, Роттердам-Хілл, Брокер       | Мішель            | -          |
| Перед місією Ніко на мобільний телефон дзвонить Мішель і запрошує його на побачення. Ніко приїжджає до неї і заходить в її квартиру. Він бачить, що всі речі в її квартирі нові, деякі навіть ще із цінниками. Мішель каже, що вона не любить старі речі і регулярно купує нові. Ніко пропонує Мішель з'їздити в парк розваг і Мішель погоджується. Вони сідають в машину Мішель і їдуть до парку розваг у Файрфлай-Айленд. Коли вони приїжджають, Мішель бачить, що парк розваг зачинений, тому вона із Ніко йде до боулінг-клубу поруч де вона разом із Ніко грає в боулінг. Після гри Ніко і Мішель сідають назад в машину і Ніко відвозить Мішель додому. |                                               |                   |            |
| "Easy Fare" (укр. Легкий заробіток) | вулиця Ціско, Хоув-Біч, Брокер                | Роман Беллик      | $100       |
| Ніко приходить в таксопарк до Романа і бачить що Влад знов залицяється до Мелорі. Ніко і Влад обмінюються образливими репліками, після чого приходить Роман. Влад питає в Романа де його гроші, на що Роман відповідає, що в нього нема грошей. Влад каже, що у такому разі Роману і Ніко доведеться зробити йому декілька послуг і йде. Роману дзвонить клієнт на ім'я Джермейн і замовляє таксі. Роман відправляє Ніко до нього. Ніко сідає за кермо таксі і їде до клієнта на проспект Мохавк в Роттердам-Хілл. Клієнт сідає в таксі і просить відвезти його на вулицю Мастерсон в Хоув-Біч. По дорозі Джермейн розповідає, що їде до схованки крадених деталей для автомобілів. Коли Ніко відвозить його туди, їх оточує поліція. Ніко проривається через оточення і починає втікати від поліції. Коли йому нарешті вдається відірватися від поліції, він відвозить Джермейна на вулицю Гібсон в Хоув-Біч. |                                               |                   |            |
| "Jamaican Heat" (укр. Ямайська спека) | вулиця Ціско, Хоув-Біч, Брокер                | Роман Беллик      | $150       |
| Ніко приходить до Романа в таксопарк коли той намагається виконувати обов'язки диспетчера. Роман просить Ніко поїхати до клієнта на ім'я Джейкоб на проспект Онейда в Саус-Слоупс. Коли Ніко приїжджає, Джейкоб сідає в машину і просить відвезти його на вулицю Ділон в Шоттлері. Джейкоб каже, що їде на зустріч, дає Ніко пістолет і просить приглянути за зустріччю. Коли вони приїжджають, Ніко піднімається на місце, з якого непомітно слідкуватиме за зустріччю. До Джейкоба підходять троє людей, які раптом починають стріляти. Ніко вбиває їх. З'являється ще один. Ніко вбиває і його. Після цього Ніко відвозить Джейкоба в кафе в Бічвуд-Сіті. |                                               |                   |            |
| "Concrete Jungle" (укр. Бетонні джунглі) | вулиця Ділон, Шоттлер, Брокер                 | Маленький Джейкоб | $200       |
| Ніко приходить до Джейкоба. Той просить відвезти його до наркодилерів на проспект Саратога в Віллісі щоб він купив в них наркотики. По дорозі Джейкоб висказує свої сумніви щодо того чи не спробують вони його обманути. Коли вони приїжджають, Джейкоб просить Ніко залишитись в машині, а сам заходить у будівлю. Згодом Джейкоб дзвонить Ніко, каже що його обманули і просить вбити наркодилерів якщо вони спробують втекти. Через декілька секунд з будівлі вибігають троє чоловіків. Ніко вбиває їх. Джейкоб сідає назад в машину. Їх починає переслідувати поліція. Ніко відривається від поліції, після чого Ніко із Джейкобом їдуть на проспект Саванна в Мідоуз-Парк щоб вбити того, хто хотів обманути Джейкоба запропонувавши йому цю угоду. Вони приїжджають і вбивають там всіх, після чого Ніко відвозить Джейкоба в кафе в Бічвуд-Сіті. |                                               |                   |            |
| "Bull in a China Shop" (укр. Слон в посудній лавці) | проспект Мохавк, Хоув-Біч, Брокер             | Влад Глєбов       | $50        |
| Перед місією Ніко на мобільний телефон дзвонить Влад і каже, що Ніко тепер працює на нього щоб повернути борг двоюрідного брата. Ніко приходить до Влада. Влад просить Ніко розібратися із власником магазину порцелянових виробів на проспекті Кемден в Кервеза-Хайтс, який не повернув Владу гроші. Ніко їде туди. Власник зачинив двері магазина і Ніко не може зайти всередину. Ніко біжить в сусідній квартал, бере там цеглину, повертається і кидає її в вітрину. Власник виходить і віддає Ніко гроші. Ніко їде до Влада і віддає йому гроші. |                                               |                   |            |
| "Hung Out to Dry" (укр. Повішений сушитися) | проспект Мохавк, Хоув-Біч, Брокер             | Влад Глєбов       | $100       |
| Ніко приходить до Влада. Влад каже, що власник пральні на вулиці Мастерсон в Хоув-Біч відмовляється йому платити і погрожує поліцією. Влад просить Ніко дати йому урок. Ніко їде до пральні, заходить всередину і каже, що в нього є повідомлення від Влада. Власник пральні кидає в Ніко корзину із білизною, вибігає через чорний хід та починає втікати на машині. Ніко теж вибігає сідає в машину, наздоганяє власника пральні і починає його таранити. Врешті власник пральні зупиняється і каже, що він заплатить. |                                               |                   |            |
| "Clean Getaway" (укр. Чиста розплата) | проспект Мохавк, Хоув-Біч, Брокер             | Влад Глєбов       | $150       |
| Ніко знов приходить до Влада. Влад іде до своє машини розштовхуючи всіх на своєму шляху, Ніко йде за ним. Коли вони сідають в машину, Влад каже, що один чоловік на ім'я Джиммі не хоче повертати борги, тому Ніко має вкрасти в нього машину в якості компенсації. Ніко виходить із машини, йде до станції метро "Хоув-Біч", сідає на потяг та їде на станцію метро "Бульвар Дюкс". Там він підходить до сріблястої машини Бліста Компакт, яка належить Джиммі, та краде її. Ніко дзвонить Владу і повідомляє, що вкрав машину, але вона трохи брудна. Влад вимагає, щоб Ніко спочатку помив машину. Ніко везе машину на автомийку в Бічвуд-Сіті і там миє машину, після чого везе її в гараж на Хоув-Біч. |                                               |                   |            |
| "Ivan the Not So Terrible" (укр. Іван не такий вже і Грозний) | проспект Мохавк, Хоув-Біч, Брокер             | Влад Глєбов       | $200       |
| Ніко знов приходить до Влада. Влад просить Ніко вбити Івана Бичкова, який образив його начальника Міхаїла Фаустіна. Також Влад каже, що наказав Івану пограбувати Романа, щоб Ніко не відмовився його вбивати. Ніко їде до таксопарку Романа і бачить, що Іван втікає звідти на машині. Ніко женеться за ним. Через деякий час Іван зупиняється біля будівництва, вибігає із машини і починає втікати по конструкціям. Ніко переслідує його. Врешті Іван зривається і чіпляється руками за платформу. Ніко підбігає до нього. Ніко має зробити вибір: відчепити руки Івана від платформи щоб він впав і розбився чи допомогти йому піднятися і дати втекти. |                                               |                   |            |
| "Uncle Vlad" (укр. Дядько Влад) | вулиця Ціско, Хоув-Біч, Брокер                | Роман Беллик      | -          |
| Ніко приходить в таксопарк до Романа. Там він бачить Романа засмученим. Він дізнався, що Мелорі зраджує йому із Владом. Роман починає звинувачувати Ніко, що він знав про це, але не сказав. Ніко вирішує поїхати до Влада і поговорити із ним. Ніко із Романом їдуть в кафе до Влада. Влад натравлює на Ніко своїх охоронців а сам вибігає через чорний хід і починає втікати на машині. Ніко вбиває охоронців, сідає з Романом в машину і починає переслідувати Влада. Врешті Влад розбиває машину і вибігає з неї. Ніко під'їжджає, зупиняється, виходить із машини, підбігає до Влада і наставляє на нього пістолет. Влад каже, що якщо Ніко його вб'є, то його друзі помстяться йому за це. Попри це Ніко натискає на курок і вбиває Влада. Підбігає Роман і каже, що Міхаїл Фаустін знайде їх та вб'є. Ніко не почувається так песимістично. Ніко розповідає Роману, що під час війни він був у підрозділі із п'ятнадцяти чоловік. Через зраду одного із них підрозділ потрапив у засідку. Тільки трьом, в тому числі і Ніко, вдалося вибратися живим. Хтось із інших двох зрадив їх і один із них зараз живе в Ліберті-Сіті. Після цієї розповіді Ніко скидає труп Влада в річку Гумбольт. |                                               |                   |            |
| "Crime and Punishment" (укр. Злочин і покарання) | вулиця Тулса, Хоув-Біч, Брокер                | Роман Беллик      | $200       |
| Перед місією Ніко на мобільний телефон дзвонить Роман і пошепки просить його приїхати на вулицю Тулса в Хоув-Біч. Ніко приїжджає і бачить, що Роман ховається в сміттєвому контейнері. Ніко питає що той робить в сміттєвому баку, на що Роман відповідає, що він ховається від людей Міхаїла Фаустіна. Ніко каже Роману що він параноїк і просить його вилазити. Раптом підбігає якийсь чоловік із автоматом, вирубає Ніко та змушує Романа вилазити. Ніко із Романом приходять до тями зв'язаними у якомусь підвалі. Той самий чоловік починає допитувати Ніко, намагаючись дізнатися на кого він працює. Він бере пилу і погрожує відпилити Ніко руку якщо він не зізнається. Далі до підвалу заходить Міхаїл Фаустін, який невдоволений тим, що його дружина не може дивитися телевізор через крики із підвалу. Несподівано, він вбиває чоловіка який допитував Ніко. Його підлеглий Дмитро Раскалов каже Фаустіну, що не треба вбивати так багато людей. Дмитро знімає пов'язку із рота Романа і той починає кричати. Ніко і Дмитро вмовляють його замовчати, але він все одно кричить. Фаустін стріляє Роману в живіт і той нарешті заспокоюється. Фаустін готовий відпустити Ніко і Романа, якщо Ніко вкраде для нього фургон із телевізорами. Ніко відпускають. Він краде поліцейську машину та починає зупиняти фургони і перевіряти їх один за одним поки не знаходить фургон із телевізорами. Коли Ніко знаходить потрібний фургон він вбиває водія і пасажира, сідає за кермо фургона, відривається від переслідування поліції і відвозить фургон в гараж в Іст-Айленд-Сіті. |                                               |                   |            |
| "Do You Have Protection?" (укр. Чи маєте ви захист?) | проспект Шиннкок, Бічгейт, Брокер             | Міхаїл Фаустін    | -          |
| Ніко приходить в будинок Фаустіна. Там Дмитро Раскалов намагається переконати Фаустіна бути поспокійніше, інакше це може погано закінчитися. Фаустін каже, що все одно буде все робити по своєму. Врешті він починає злитися на Раскалова і каже йому забиратися геть. Дмитро із Ніко сідають в машину. Дмитро каже Ніко їхати в секс-шоп на проспекті Делавер в Хоув-Біч. Власники секс-шопу знімають порнографічні відео, але не дають за це відкатів Фаустіну. Ніко і Дмитро приїжджають до секс-шопу і заходять всередину. Дмитро вимагає від власників секс-шопу заплатити, але вони спочатку відмовляються. Ніко стріляє одному із них в ногу і тоді вони нарешті платять. Після цього Ніко із Дмітрієм сідають у машину і їдуть в магазин зброї на вулиці Ділон в Даунтауні, де Ніко купує пістолет-кулемет за рахунок Міхаїла Фаустіна. Після цього Ніко і Дмитро їдуть назад до будинку Фаустіна. |                                               |                   |            |
| "Final Destination" (укр. Точка призначення) | проспект Онейда, Хоув-Біч, Брокер             | Міхаїл Фаустін    | $500       |
| Ніко приїжджає в клуб "Пєрєстройка". Там він зустрічає Дмітрія Расколова і разом із ним іде до Фаустіна. Дмитро повідомляє Фаустіну, що за них взялись поліція і федерали. Фаустін каже, що скоріш за все це Ленні Петровік їх видав. Дмитро намагається пояснити Фаустіну, що правоохоронці дізнались про це через його необережну поведінку, а не через чиюсь зраду, але Фаустін залишається при своїй думці. Він наказує Ніко вбити Ленні Петровіка і каже, що він живе на проспекті Гуантанамо, Індастріал, Бохан. Ніко їде туди. По дорозі він дзвонить Фаустіну щоб запитати чи він не передумав. Фаустін не змінив своє рішення. Фаустін каже Ніко, що йому повідомили що Ленні Петровік зараз знаходиться на станції метро "Проспект Гуантанамо". Ніко їде до цієї станції, заходить на неї та вбиває Ленні Петровіка. |                                               |                   |            |
| "No Love Lost" (укр. Незагублене кохання) | проспект Шиннкок, Бічгейт, Брокер             | Міхаїл Фаустін    | $500       |
| Ніко приходить в будинок Фаустіна і бачить як Фаустін свариться із своєю дружиною через їх доньку. Фаустін каже Ніко, що його донька зустрічається із якимось байкером на Файрфлай-Айленд. Він просить Ніко вбити цього байкера. Ніко їде в Файрфлай-Айленд і знаходить байкера. Він починає втікати. Ніко сідає на мотоцикл, наздоганяє його і вбиває. Примітка: Ця місія перетинається із місією "It's War" з гри Grand Theft Auto: The Lost and Damned. |                                               |                   |            |
| "Logging On" (укр. Зайти в інтернет) | вулиця Ціско, Хоув-Біч, Брокер                | Роман Беллик      | -          |
| Ніко приходить в таксопарк до Романа. Там Роман знайомить його із своїм новим другом Брюсі Кібуцом, з яким він познайомився в інтернеті. Роман каже Ніко, що йому теж треба почати користуватись інтернетом, бо там багато чого цікавого і родичі зможуть писати йому листи. Ніко їде до інтернет-кафе на проспекті Онейда біля парку Аутлук і там створює обліковий запис в поштовому сервісі. |                                               |                   |            |
| "Shadow" (укр. Тінь) | вулиця Ділон, Шоттлер, Брокер                 | Маленький Джейкоб | $250       |
| Ніко приходить додому до Джейкоба. Коли він заходить всередину, хтось валить його на підлогу і питає хто він такий. Ніко представляється. Джейкоб просить впустити Ніко. Ніко із чоловіком, який завалив його на підлогу, підходять до Джейкоба. Джейкоб представляє Ніко свого друга Бадмана. Бадман і Джейкоб кажуть Ніко, що якість торговці продають наркотики в їхньому районі і не дають за це відкатів. Джейкоб просить Ніко вбити їх всіх. Ніко їде в Фортсайд, Бохан. Там він бачить наркоторговця. Він продає комусь наркотики, після чого дзвонить комусь по мобільному телефону і каже, що все продав і зараз прийде за новою партією. Цей наркоторговець починає іти і Ніко непомітно іде за ним. Врешті він приходить до якоїсь квартири. Ніко вривається в цю квартиру і вбиває всіх в ній. |                                               |                   |            |
| "Rigged to Blow" (укр. Замінований) | проспект Шиннкок, Бічгейт, Брокер             | Міхаїл Фаустін    | $700       |
| Ніко приходить додому до Фаустіна і дзвонить в двері. Йому відчиняє дружина Фаустіна. Вона каже, що Міхаїла немає вдома, але всеодно впускає його. Там вона наливає Ніко чаю із самовару і розмовляє з Ніко про свого чоловіка, каже що він не завжди був таким. Згодом приходить і сам Фаустін. Він кричить на дружину, бо заборонив їй користуватись самоваром. Фаустін просить Ніко розібратись із чоловіком, який винний йому грошей. Фаустін каже Ніко забрати вантажівку на проспекті Монтаук в Шоттлері. Ніко їде до цієї вантажівки, сідає в неї і дзвонить Фаустіну. Той каже що у вантажівці вибухівка і що Ніко має відвезти вантажівку в гараж на перетині Гуантанамо і Віндмілл в Південному Бохані, після чого підірвати вантажівку. Ніко так і робить. |                                               |                   |            |
| "Search and Delete" (укр. Знайти і видалити) | проспект Моханет, Іст-Хук, Брокер             | Брюсі Кібуц       | $3,500     |
| Перед місією Ніко отримує повідомлення на мобільний телефон від Романа з пропозицією попрацювати на Брусі. Ніко приїжджає до Брусі і той просить Ніко знайти одну людину, яка залягла на дно. Ніко викрадає поліцейську машину, після чого дзвонить Брусі. Він просить знайти в поліцейській базі даних інформацію про людину на ім'я Лайл Рівас. Ніко дізнається з бази даних, що він живе у Роттердам-Хілл. Ніко їде туди, вривається в його квартиру, але Рівас стрибає через вікно, сідає в машину і починає втікати. Ніко вибігає із будівлі, теж сідає у машину, наздоганяє Ріваса і вбиває його. |                                               |                   |            |
| "Easy as Can Be" (укр. Простіше простого) | проспект Моханет, Боабо, Брокер               | Брюсі Кібуц       | $3,500     |
| Ніко приходить до Брусі. Той старанно тренується. Брусі просить Ніко викрасти машину Лайла Ріваса, яку він залишив на проспекті Йорктаун в Стейнвеї. Ніко їде туди, знаходить машину, сідає в неї, але його оточують три інші машини з озброєними людьми. Ніко знищує їх і відвозить машину в гараж до Брусі. |                                               |                   |            |
| "The Master and the Molotov" (укр. Майстер і Молотов) | проспект Крокетт, Файрфлай-Айленд, Брокер     | Дмитро Раскалов   | -          |
| Ніко зустрічається із Дмітрієм Раскаловим в Файфлай-Айленд. Дмитро каже, що в нього є вибір: вмерти чи вбити друга. Він каже Ніко, що той має вбити Фаустіна, інакше Петровікі помстяться йому за вбивство Ленні Петровіка. Дмитро також каже, що Фаустін скоро приїде в клуб "Пєрєстройка". Ніко їде туди і знаходить там Фаустіна. Він вже знає, що Ніко збирається його вбити. Він наказує охороні вбити Ніко, а сам втікає. Ніко вбиває охоронців, наздоганяє Фаустіна і вбиває його. |                                               |                   |            |
| "Russian Revolution" (укр. Російська революція) | проспект Моханет, Боабо, Брокер               | Дмитро Раскалов   | -          |
| Перед місією Дмитро Раскалов дзвонить Ніко на мобільний телефон і просить зустрітися на складі в порту щоб віддати йому гроші за вбивство Фаустіна. Після цього Ніко отримує дзвінок від Джейкоба, який каже що Ніко дуже розізлив росіян. Ніко розповідає йому про зустріч із Раскаловим на складі і Джейкоб каже, що піде разом з ним. Ніко приїжджає до складу. Біля складу він зустрічає Джейкоба. Ніко заходить всередину, а Джейкоб чекає ззовні. Всередині Ніко зустрічає Дмітрія Раскалова, який починає розпитувати його про роботу на Середземному морі. Раптом з'являється Рей Булгарін, який каже, що Ніко зрадив його затопивши човен в Середземному морі. Ніко відповідає що це був нещасний випадок. Хтось нападає на Ніко із ножем ззаду, але Ніко відбивається. Джейкоб забігає всередину і починається перестрілка. Ніко із Джейкобом вбивають всіх людей Булгаріна. Дмитро із Булгаріном втікають, а Ніко із Джейкобом оточує поліція. Ніко і Джейкобу вдається сісти в машину і втекти від поліції, після чого Ніко відвозить Джейкоба до кафе в Бічвуд-Сіті. |                                               |                   |            |
| "Roman's Sorrow" (укр. Печаль Романа) | вулиця Ціско, Хоув-Біч, Брокер                | Роман Беллик      | -          |
| Перед місією Ніко на мобільний телефон дзвонить Роман і просить його приїхати до нього в Іст-Айленд-Сіті. Коли Ніко приїжджає, Роман вилазить із багажника свого таксі, де ховався від людей Раскалова. Ніко і Роман обговорюють ситуацію, що склалася. Вони вирішують деякий час пожити поза межами Брокера. Вони їдуть додому на Хоув-Біч, а Роман по дорозі дзвонить Мелорі та питає чи може вона поселити їх десь поза Брокером. Мелорі знаходить для них нове житло. Коли Ніко і Роман під'їжджають до будинку, вони бачать що він горить. Роман у відчаї. Вони їдуть до таксопарку і бачать що він теж горить. Вони їдуть в квартиру в Південному Бохані, яку для них знайшла Мелорі. Коли вони заходять в квартиру, між ними відбувається сварка. Пізніше до них заходить Мелорі, яка дуже рада що вони живі. Ніко каже їй, що в них нема грошей і вони переховуються. Мелорі відповідає, що вона тут місцева і знає декількох людей, які могли б допомогти. |                                               |                   |            |

## Бохан
| Назва | Місце                                        | Хто видає       | Винагорода |
| --- | -------------------------------------------- | --------------- | ---------- |
| |                                              |                 |            |
| "Out of the Closet" (укр. Із шафи) | проспект Моханет, Боабо, Брокер              | Брусі Кібуц     | $6,750     |
| Ніко приходить до Брусі. Брусі тренується, а поруч сидить Роман із ноутбуком. Брусі каже, що двоюрідний брат Лайла Ріваса, якого Ніко нещодавно вбив, Том Рівас не повернув йому борг. Том заліг на дно. Том є гомосексуалом, тому Брусі вирішив знайти його через сайт знайомств. Роман створив профіль Ніко на сайті знайомств, де описав його як гомосексуала. Ніко спочатку не погоджується брати в цьому участь, але Брусі пропонує великі гроші і Ніко погоджується. Ніко їде в інтернет-кафе, заходить на сайт знайомств, знаходить там Тома і запрошує його на побачення. Ніко перевіряє електронну пошту доки не приходить лист від Тома, який призначив побачення. Ніко приїжджає на побачення і вбиває Тома. |                                              |                 |            |
| "No. 1" (укр. Номер 1 (гра слів, також може бути прочитане як "Ніхто")) | проспект Моханет, Боабо, Брокер              | Брусі Кібуц     | $6,750     |
| Ніко приходить до Брусі. Брусі просить Ніка подивитись на його нову круту машину. Брусі сідає в машину, але вона не заводиться. Брусі каже, що йому потрібна крута машина, бо він збирається взяти участь в перегонах. Він вирішує позичити машину в свого друга Стіві. Ніко із Брусі їдуть на проспект Фрітаун в Віллісі за машиною, а Брусі по дорозі дзвонить Стіві. Ніко із Брусі приїжджають, сідають в машину Стіві, причому Ніко сідає за кермо, і їдуть на старт. Ніко із Брусі беруть участь в перегонах і виграють їх. |                                              |                 |            |
| "Escuela of the Streets" (укр. Ескуела з вулиці) | проспект Сан-Квентін, Південний Бохан, Бохан | Менні Ескуела   | $1,000     |
| Ніко приходить в суспільний центр в Південному Бохані, де Менні Ескуела знімає кліп. Приходить Мелорі, вітається із Ніко, питає про Романа, після чого знайомить його із Менні. Менні починає задавати Ніко незрозумілі запитання, поки його приятель знімає це на камеру. Ніко постійно відвертається від камери, а Менні намагається повернути його до камери. Врешті Ніко відбирає в приятеля Менні камеру і кидає її на підлогу. Менні пропонує Ніко гроші за те, що він вижене з вулиць наркоторговців так, щоб всі подумали що це зробив Менні. Ніко із Менні їдуть на бульвар Гранд і бачать там наркоторговця. Він сідає в машину і їде кудись. Менні просить Ніко непомітно слідувати за ним, в надії що він приведе їх до інших наркоторговців. Врешті він під'їжджає до якогось складу і заходить всередину. Ніко йде за ним. Наркоторговець зачинив за собою двері, тож Ніко доводиться залізти всередину складу через люк на даху. Коли Ніко залазить всередину, він вбиває всіх там, після чого Менні із його другом-оператором роблять відеосюжет про це. |                                              |                 |            |
| "Street Sweeper" (укр. Прибиральник вулиці) | проспект Сан-Квентін, Південний Бохан, Бохан | Менні Ескуела   | $1,100     |
| Ніко знов приходить в суспільний центр в Південному Бохані. Там Менні знімається у відеосюжеті разом з заступником комісара поліції Френсісом МакРірі. Менні обіцяє йому вичистити вулиці від покидьків. Коли МакРірі йде, Менні просить Ніко розібратися із членами банди, які знаходяться в гаражі на вулиці Віндміл. Ніко приїжджає туди і вбиває двох членів банди. Ще двоє починають втікати на машині. Ніко наздоганяє і вбиває їх. |                                              |                 |            |
| "Luck of the Irish" (укр. Везучий ірландець) | проспект Сан-Квентін, Південний Бохан, Бохан | Елізабет Торрес | $1,500     |
| Перед місією Ніко на мобільний телефон дзвонить Мелорі і каже, що знайшла для нього нового роботодавця - Елізабет Торрес. Ніко приїжджає до неї. Там Мелорі знайомить Ніко із Елізабет, а Елізабет знайомить його із Паккі МакРірі. Елізабет каже, що Паккі купуватиме для неї наркотики, але вона не впевнена в надійності продавців, тож вона просить Ніко приглянути за продажем. Ніко їде на вулицю Джоїлет в Південному Бохані і піднімається на дах будівлі навпроти місця, де проводитиметься продаж. Там Ніко бере снайперську гвинтівку і спостерігає. Під'їжджає Паккі із його помічниками і починає розмовляти із наркоторговцями. Раптом наркоторговці дістають зброю і починають стріляти по Паккі і його помічникам. Ніко вбиває всіх наркоторговців, дзвонить Елізабет і повідомляє про те що сталося. |                                              |                 |            |
| "Blow Your Cover" (укр. Бути викритим) | проспект Сан-Квентін, Південний Бохан, Бохан | Елізабет Торрес | $2,000     |
| Ніко приходить до Елізабети якраз коли в неї вечірка. Вона знайомить Ніко із Джонні Клебіцом, який хоче продати велику кількість наркотиків. Елізабет знайшла для нього покупця. Також вона знайомить Ніко із Плейбоєм X і каже, що вони вдвох будуть приглядувати за продажем. Ніко із Плейбоєм їдуть на вулицю Кессіді в Шоттлері, Брокер, де відбуватиметься продаж. Ніко, Плейбой і Джонні піднімаються в квартиру до покупця. Покупець виявляється поліцейським і намагається їх заарештувати. Ніко вбиває його. Ніко, Джонні і Плейбоя оточує спецназ. Ніко і Плейбой із боєм пробираються на дах, а Джонні тим часом, також із боєм, пробирається до виходу внизу. Ніко і Плейбой переходять на дах іншої будівлі, спускаються вниз, сідають у машину і втікають. Коли вони відриваються від поліції, Ніко відвозть Плейбоя додому в Нортвуд, Алгонквін. Примітка: Ця місія перетинається із місією "Buyer's Market" з гри Grand Theft Auto: The Lost and Damned.                                                                                                 |                                              |                 |            |
| "The Puerto Rican Connection" (укр. Пуерториканський зв'язок) | проспект Сан-Квентін, Південний Бохан, Бохан | Менні Ескуела   | $1,500     |
| Ніко приходить до Менні Ескуели. Той дивиться передачу про себе на телебаченні. Він починає критикувати свого оператора за те, що на його думку він виглядає в цій передачі неправильно. Після цього Менні просить Ніко вбити його колишніх приятелів, які почали насміхатися над ним і його новим фільмом. Менні каже, що вони їдуть на метро. Ніко їде до Алгонквінського мосту. Коли він під'їжджає до мосту, він бачить потяг, на якому їдуть колишні приятелі Менні, і починає їхати за ним. Врешті на станції "Шоттлер" вони виходять і Ніко вбиває їх. |                                              |                 |            |
| "The Snow Storm" (укр. Сніжна буря) | проспект Сан-Квентін, Південний Бохан, Бохан | Елізабет Торрес | $2,500     |
| Перед місією Ніко на мобільний телефон дзвонить Елізабет, яка дуже розлючена. Вона каже, що до неї прийшов Джейкоб і намагається щось їй сказати, але вона його не розуміє. Коли Ніко приїжджає до неї, він бачить, що вона свариться із Джейкобом. Елізабет каже, що люди, яких їй представив Джейкоб, обманули її і забрали наркотики собі. Елізабет просить Ніко забрати наркотики назад. Ніко їде до покинутої лікарні на острові Колоні, де знаходяться викрадачі наркотиків Елізабет, вбиває там всіх і забирає сумку із наркотиками. Ніко оточує поліція. Він проривається через поліцейське оточення, втікає від переслідування і їде до Джейкоба в Бохан. Коли він зустрічається із Джейкобом, до них підходить Мішель і каже, що вона працює на урядове агентство і що її призначили слідкувати за Ніко. Також вона каже що Елізабет скоро заарештують. Вона забирає в Ніко наркотики. |                                              |                 |            |
| "Have a Heart" (укр. Маєш серце) | проспект Сан-Квентін, Південний Бохан, Бохан | Елізабет Торрес | $3,000     |
| Ніко приходить до Елізабет. Вона в паніці, бо поліція підбирається до неї все ближче і ближче. Раптом до неї приходять Менні Ескуела із оператором. Менні починає на камеру ображати Елізабет. Елізабет бере зі столу пістолет і вбиває їх обох. Після цього Елізабет просить Ніко позбутися трупів відвезши їх до її знайомого лікаря в Іст-Айленд Сіті. Ніко із Елізабет переносять трупи в багажник її машини, Ніко сідає в машину і їде до цього лікаря. Він віддає машину з тілами лікарю, який потім розпродасть трупи на органи. |                                              |                 |            |

## Алгонквін
| Назва | Місце                                              | Хто видає                | Винагорода                |
| --- | -------------------------------------------------- | ------------------------ | ------------------------- |
| |                                                    |                          |                           |
| "Deconstruction for Beginners" (укр. Руйнування для початківців) | проспект Галвестон, Нортвуд, Алгонквін             | Плейбой X                | $6,500                    |
| Ніко приходить до Плейбоя в його квартиру. Вони розмовляють. Раптом до Плейбоя приходить його старий друг Двейн Фордж, якого тільки що випустили із в'язниці. Хоч Плейбой це і приховує, але все одно видно, що він не радий поверненню Двейна. Ніко із Плейбоєм спускаються на вулицю, сідають в машину і їдуть в Касл-Гарденс. По дорозі Плейбой каже, що хоче добитися прихильності місцевого будівельного магната Юсуфа Аміра із Дубая, тому він хоче допомогти йому вирішити його проблему. Проблема в тому, що контрольований мафією професійний союз відібрав у Юсуфа будівництво. Плейбой просить Ніко вбити членів профспілки, які захопили будівництво. Плейбой із Ніко приїжджають в Касл-Гарденс і Плейбой дає Ніко купу зброї, в тому числі снайперську гвинтівку. Ніко вбиває трьох охоронців на кранах із снайперської гвинтівки, після чого пробирається на територію будівництва і вбиває членів професійного союзу. |                                                    |                          |                           |
| "Photo Shoot" (укр. Фото-вистріл) | проспект Галвестон, Нортвуд, Алгонквін             | Плейбой X                | $6,750                    |
| Ніко приходить до Плейбоя. Той каже, що підозрює одного наркодилера в тому, що він забагато говорить. Плейбой просить Ніко вбити його. Ніко просить його описати. Плейбой дає його опис, але для Ніко цього недостатньо. Плейбой дає Ніко свій мобільний телефон із фотоапаратом і каже Ніко сфотографувати людей, які будуть на баскетбольній площадці на проспекті Екзетер. Ніко їде туди, робить фотографію і відсилає її Плейбою. Плейбой вказує хто з людей на фотографії є тим самим наркодилером і Ніко вбиває його. |                                                    |                          |                           |
| "Ruff Rider" (укр. Наїздник на йоржі) | площа Веспуччі, Нортвуд, Алгонквін                 | Двейн Фордж              | $6,000                    |
| Плейбой попросив Ніко приглянути за Двейном Форджем. Ніко приїжджає до нього і він жаліється, що поки він сидів у в'язниці його дівчина Шеріз почала зустрічатися з іншим хлопцем. До того ж вона віддавала йому гроші, які їй присилав Двейн. Ніко каже, що вб'є його і поверне Двейну гроші. Двейн каже, що вони часто гуляють біля залу гральних автоматів в Чайнатауні. Ніко їде туди і бачить як Шеріз цілується із своїм новим хлопцем. Ніко приймає рішення вбити Шеріз чи ні. ЇЇ хлопець починає втікати на мотоциклі, тому Ніко теж сідає на мотоцикл, наздоганяє його, вбиває, забирає гроші в відвозить їх Двейну. |                                                    |                          |                           |
| "Undress to Kill" (укр. Роздягнути і вбити) | площа Веспуччі, Нортвуд, Алгонквін                 | Двейн Фордж              | $6,250                    |
| Ніко приходить до Двейна. Той чимось сильно засмучений. Двейн каже, що хтось відібрав в нього стрип-клуб "Тріангл" на вулиці Дрілл в Нортерн-Гарденс, Бохан. Ніко каже, що вижене тих хто захопив клуб і поверне його Двейну. Ніко їде в клуб, знаходить там трьох його власників: Хав'єра, Хесуса і Хосе, та вбиває їх. |                                                    |                          |                           |
| "Hostile Negotiation" (укр. Ворожі переговори) | проспект Гуантанамо, Індастріал, Бохан             | Мелорі Бардас            | -                         |
| Задовго до місії Ніко на мобільний телефон дзвонить Брусі і каже, що Роман багато програє в карти і що він зв'язався з дуже небезпечними людьми. Ніко не приділяє цьому уваги. Пізніше йому дзвонить Мелорі і каже, що Романа викрали і тримають на покинутій фабриці в Індастріал, Бохан, через його карткові борги. Через декілька хвилин приходить повідомлення від Дмітрія Раскалова з фотографією побитого Романа. Ніко скаженіє від люті. Від їде на покинуту фабрику, вбиває всіх присутніх там людей Дмітрія, рятує Романа і відвозить його додому. Примітка: Ця місія перетинається із місією "Roman's Holiday" з гри Grand Theft Auto: The Lost and Damned. |                                                    |                          |                           |
| "The Holland Play" (укр. Голандська гра) | проспект Галвестон, Нортвуд, Алгонквін             | Плейбой X                | $25,000 якщо вбити Двейна |
| Перед місією Ніко на мобільний телефон дзвонить Плейбой і просить приїхати до нього. Ніко приїжджає. Плейбой каже, що він знаходиться у непростій ситуації. Він має вбити Двейна, інакше Двейн вб'є його. Він не хоче робити це сам, тому просить Ніко зробити це. Ніко каже, що подумає. Через деякий час йому дзвонить Двейн і каже, що йому здається що Плейбой хоче його вбити, тому просить Ніко вбити Плейбоя. Ще через деякий час йому дзвонить Плейбой і питає чи прийняв він рішення. Тепер Ніко має вирішити кого вбивати: Плейбоя чи Двейна. Він приймає рішення і їде вбивати Плейбоя або Двейна. Якщо Ніко вбиває Плейбоя, після вбивства він дзвонить Двейну і каже, що вбив Плейбоя. Двейн каже Ніко, що той може залишити собі квартиру Плейбоя, яка по документам належить Двейну. Двейн не хоче жити там, оскільки ця квартира нагадуватиме йому про Плейбоя. Якщо Ніко вбиває Двейна, після вбивства він дзвонить Плейбою, який виплачує Ніко гонорар і називає його холоднокровним вбивцею. Плейбой каже Ніко, що не хоче його більше бачити. |                                                    |                          |                           |
| "Wrong is Right" (укр. Неправильне є правильним) | проспект Коламбус, Траянгл, Алгонквін              | газета "Юнайтед Ліберті" | $6,750                    |
| Перед місією Мішель просить Ніко приїхати до офісної будівлі в Траянгл. Ніко приїжджає і його там зустрічає Мішель. Вона вибачається перед Ніко за те що їй доводилось йому брехати, каже що її насправді звуть Карен і відводить його до кабінету свого начальника, ім'я якого не називається, але його називають "контакт". Цей контакт каже що Ніко тепер працює на нього, інакше він передасть його справу до ФБР. Контакт просить Ніко дістати якомога більше інформації про чоловіка на ім'я Олег Міньков, який живе в Хоув-Біч. Ніко їде до його помешкання. Він стукає в двері, але ніхто не відчиняє. Ніко виламує двері і заходить всередину. Мінькова всередині нема, але Ніко знаходить його ноутбук. Ніко відкриває електронну пошту Мінькова та знаходить лист від його друга, в якому він призначає зустріч біля ювелірного магазину на вулиці Тулса в Хоув-Біч. Ніко дзвонить контакту і розповідає про це. Контакт просить Ніко вбити Мінькова. Ніко їде на місце вказане в електронному листі і чекає на Мінькова. Згодом він приїжджає, але помічає Ніко і починає втікати на своїй машині. Ніко наздоганяє і вбиває його. |                                                    |                          |                           |
| "Portrait of a Killer" (укр. Портрет вбивці) | проспект Коламбус, Траянгл, Алгонквін              | газета "Юнайтед Ліберті" | $6,750                    |
| Ніко приходить до контакту. Той каже, що треба вбити людину зображену на фотографії. Він відправляє Ніко на телефон фотографію цієї людини. Ніко знаходить і викрадає поліцейську машину, здійснює пошук в поліцейській базі даних за фотографією і дізнається, що цією людиною є Адам Дімаєв, який знаходиться в Іст-Айленд-Сіті. Ніко їде туди та вбиває Дімаєва і всіх присутніх там його людей. |                                                    |                          |                           |
| "Dust Off" (укр. Стерти пил) | проспект Коламбус, Траянгл, Алгонквін              | газета "Юнайтед Ліберті" | $7,000                    |
| Контакт хоче вбити одного члена російської мафії, але дістати його можна лише з повітря, тому Ніко треба викрасти гелікоптер. Ніко їде до будівлі Комітету цивілізацій. З його гелікоптерної платформи відлітає гелікоптер і Ніко їде за ним на машині. Гелікоптер приземляється біля доку в Вестмінстері. Ніко вбиває пілота і всіх охоронців, сідає в гелікоптер і летить в аеропорт Френсіс Інтернешнл. Там він передає гелікоптер агентам ФБР. |                                                    |                          |                           |
| "Paper Trail" (укр. Паперовий слід) | вулиця Граммер-Роуд, Нортвуд, Алгонквін            | газета "Юнайтед Ліберті" | $7,500                    |
| Контакт дзвонить Ніко і каже, що настав час вбити члена російської мафії. Ніко їде в Нортвуд, де зустрічає Джейкоба. Вони разом сідають у гелікоптер. Ніко сідає за кермо. Вони знаходять гелікоптер члена російської мафії і починають летіти за ним. Ніко із Джейкобом чекають, коли він буде летіти над водою щоб збити його і щоб він впав у воду, а не на населену територію. Коли цей гелікоптер летить над водою Джейкоб бере гранатомет і збиває його, після чого Ніко висаджує Джейкоба на гелікоптерній платформі в Фішмаркет-Саус. Ніко дзвонить контакту і повідомляє йому, що його доручення виконано. Контакт обіцяє допомогти знайти одного з двох його колишніх товаришів по службі в армії. |                                                    |                          |                           |
| "Call and Collect" (укр. Подзвонити і забрати) | пірс 45, Касл-Гарденс, Алгонквін                   | Френсіс МакРірі          | $1,000                    |
| Перед місією Ніко на мобільний телефон дзвонить невідомий і просить приїхати на пірс 45 в Касл-Гарденс. Ніко приїжджає туди і зустрічає там заступника комісара міської поліції Френсіса МакРірі. Той каже Ніко, що він тепер працює на нього, інакше він його здасть російській мафії. Френсіс МакРірі каже, що хтось шантажує його. Шантажист подзвонив Френсісу і призначив зустріч на набережній в Ланкастері. Френсіс просить визначити хто він і вбити його. Ніко приїжджає на набережну і дзвонить шантажисту. Ніко ходить по набережній видивляючись всіх, хто розмовляє по телефону. Врешті Ніко знаходить шантажиста, вбиває його, забирає флешку із компроматом і відвозить її Френсісу. |                                                    |                          |                           |
| "Final Interview" (укр. Остання співбесіда) | вулиця Кунцит, Вестмінстер, Алгонквін              | Френсіс МакРірі          | $1,000                    |
| Ніко приходить до Френсіса МакРірі в поліцейський відділок в Вестмінстері. Френсіс зустрічає Ніко в вестибюлі і проводить його в свій кабінет. Там він каже Ніко, що його шантажує адвокат Том Голдберг. Френсіс просить його вбити, але підібратися до нього не так просто. Френсіс пропонує Ніко записатися до Голдберга на співбесіду. Ніко їде в інтернет-кафе і відсилає в компанію Голдберга резюме. Через деякий час Ніко дзвонять із адвокатської компанії і призначають співбесіду. Ніко приїжджає на неї. Під час співбесіди з Голдбергом Ніко вбиває його і забирає папку з компроматом на Френсіса МакРірі. Охоронці зачиняють двері, тож Ніко доводиться вистрибнути з вікна щоб покинути офіс. Після цього Ніко відривається від переслідування поліції і відвозить папку з компроматом Френсісу. |                                                    |                          |                           |
| "Holland Nights" (укр. Голландські ночі) | вулиця Кунцит, Вестмінстер, Алгонквін              | Френсіс МакРірі          | $5,000                    |
| Ніко знов приходить в кабінет до Френсіса МакРірі. Той просить Ніко вбити наркоторговця, який живе в багатоквартирному будинку в Іст-Холланд. Ніко питає чому його просто не можна заарештувати, на що Френсіс відповідає що на збір доказів піде цілий рік. Френсіс пропонує Ніко тисячу доларів за цю роботу, але Ніко погоджується лише на п'ять. Ніко їде до будинку наркоторговця. Коли Ніко підходить до його дому, наркодилер починає втікати вверх по сходах. Ніко перестрілюючись з його охоронцями починає бігти за ним. Врешті Ніко наздоганяє його на даху. Ніко вирішує вбити його чи ні, після чого покидає багатоповерхівку і відривається від переслідування поліції. |                                                    |                          |                           |
| "Lure" (укр. Приманка) | пірс 45, Касл-Гарденс, Алгонквін                   | Френсіс МакРірі          | $5,000                    |
| Ніко зустрічається із Френсісом МакРірі на пірсі 45 в Касл-Гарденс. Френсіс сварить Ніко за те, що він під час попереднього завдання вбив лише голову організації, але вся організація досі існує. Френсіс каже, що права рука нещодавно вбитого наркодиллера може здати його ФБР, тому Френсіс просить Ніко вбити його. Френсіс залишив для Ніко снайперську гвинтівку в машині припаркованій в Хаттон-Гарденс. Ніко їде і забирає цю снайперську гвинтівку, після чого їде до будинку правої руки наркоторговця на проспекті Денвер в Іст-Холланд. Ніко піднімається на дах будівлі навпроти і цілиться у його вікно. Права рука наркоторговця сидить і дивиться телевізор так, що його не видно у приціл. Ніко роздивляється в приціл номер його телефону, написаний над телефонним апаратом і дзвонить на нього з мобільного. Чоловік підходить до телефону і Ніко вбиває його. |                                                    |                          |                           |
| "Harboring a Grudge" (укр. Затамувавши злобу) | проспект Саванна, Мідоуз-Парк, Дюкс                | Патрік МакРірі           | $7,500                    |
| Перед місією Ніко на мобільний телефон дзвонить Патрік МакРірі, якого друзі називають "Паккі", і пропонує Ніко попрацювати разом. Ніко приїжджає до нього додому. Там він знайомить Ніко із своєю матір'ю та своєю сестрою Кейт. Після цього вони виходять з дому, сідають в машину і їдуть на причал в Фішмаркет-Норс. По дорозі він каже, що член італійської мафії Рей Бочіно, на якого працює родина МакРірі, попросив його напасти на членів тріад, коли вони будуть розвантажувати якийсь товар з човна. При цьому Паккі каже, що Рей Бочіно дуже ненадійна людина. Ніко із Паккі приїжджають до причалу і залазять на дах складу, що стоїть поруч. Товар вже перевантажили у вантажівку. Паккі каже, що це скоріш за все підробні ліки. Ніко із Паккі вбивають всіх членів тріад, сідають у вантажівку і відвозять її в гараж у Вестмінстері. По дорозі їх переслідують машини тріад. Після того, як Ніко і Паккі виходять з гаражу, до них під'їжджає Рей Бочіно. Паккі звітує йому про зроблену роботу і представляє йому Ніко. Рей каже Ніко, що подзвонить йому пізніше щодо роботи. |                                                    |                          |                           |
| "Waste Not Want Knots" (укр. Відходи не хочуть вузлів) | проспект Саванна, Мідоуз-Парк, Дюкс                | Патрік МакРірі           | $8,000                    |
| Ніко знов приїжджає додому до Паккі. Там Паккі разом із своїми друзями Гордоном Сарджентом і Майклом Кейном готуються до пограбування складу, який належить мафіозній родині Анчелотті. Ніко приєднується до них. Всі четверо сідають в машину і їдуть до складу на острові Колоні. Вони проникають всередину, вбивають всю охорону і Ніко забирає сумку із грошима. Приїжджають члени мафії. Поки Гордон і Майкл перестрілюються із ними, Ніко і Паккі вибігають зі складу, стрибають у воду, пливуть до моторного човна, сідають в нього та пливуть подалі від складу. Ніко висаджується на причалі в Стейнвеї, а Паккі пливе далі. |                                                    |                          |                           |
| "Three Leaf Clover" (укр. Трьохлистна конюшина) | проспект Саванна, Мідоуз-Парк, Дюкс                | Патрік МакРірі           | $250,000                  |
| Ніко приходить додому до Паккі. Там він із своїм братом Деріком та з Майклом Кейном готуються до пограбування банку. Джеральд МакРірі теж присутній. Він спочатку проти того, щоб Ніко брав участь в пограбуванні, оскільки він мало знає про Ніко, але Паккі переконує його що Ніко можна довіряти. Ніко, Паккі, Дерік і Майкл сідають в машину і їдуть до банку в Чайнатауні. Вони вриваються в банк. Ніко, Паккі і Майкл беруть відвідувачів і співробітників банку в заручники і Дерік встановлює вибухівку на сейф. Тим часом на підлозі поруч лежать Луїс Лопес і якийсь чоловік, який каже Луїсу, що він член клубу стрільців і що він зараз спробує чинити спротив грабіжникам. Луїс каже що це погана ідея, але той відповідає що світ побудований на поганих ідеях. Дерік повертається із приміщення із сейфом, каже що встановив вибухівку і що вона вибухне через хвилину. Дерік із Паккі починають сперечатися і під час суперечки вони оговорюються що вони брати і що вони ірландці. Раптом член клубу стрільців підіймається і вбиває Майкла. Ніко і Паккі вбивають його. Сейф вибухає, Ніко біжить вниз, пакує гроші в сумку і повертається назад. Банк оточила поліція із спецназом. Ніко, Паккі і Дерік прориваються через поліцейське оточення на вулицю, із боєм просуваються по вулиці і забігають у станцію метро. Там знов відбувається перестрілка із поліцейськими і спецназівцями. Ніко, Паккі і Дерік втікають по тунелю метро, після чого виходять через службовий хід, сідають в машину і їдуть додому до Паккі. Примітка: Ця місія перетинається із місією "I luv LC" з гри Grand Theft Auto: The Ballad of Gay Tony. |                                                    |                          |                           |
| "Actions Speak Louder than Words" (укр. Дії звучать голосніше ніж слова) | проспект Саванна, Мідоуз-Парк, Дюкс                | Джеральд МакРірі         | $9,000                    |
| Перед місією Ніко на мобільний телефон дзвонить Джеральд МакРірі і запрошує попрацювати на нього. Ніко приходить до нього. Джеральд каже, що дон Пегоріно попросив його почати війну між мафіозною родиною Анчелотті і бандою албанців. Джеральд просить Ніко зайнятися цим. Для цього Ніко потрібно підірвати машину високопоставленого члена банди Анчелотті. Ніко їде в Кервеза-Хайтс і забирає там бомбу сховану у перевулку. Ніко дзвонить Джеральду і той каже що треба робити далі. Ніко приїжджає в Маленьку Італію і встановлює бомбу на машину члена банди Анчелотті, якого називають "Чорний Тоні", після чого відходить і чекає поки Чорний Тоні сяде в машину. Через деякий час він таки виходить, сідає в машину і їде. Ніко непомітно їде за ним. Чорний Тоні приїжджає на зустріч із іншими членами банди в Нортвуді. Як тільки він виходить із машини, Ніко за допомогою мобільного телефону підриває машину Чорного Тоні, після чого добиває всіх, кого не вбив вибух. Далі Ніко сідає в машину і відривається від переслідування поліції. |                                                    |                          |                           |
| "I Need Your Clothes, Your Boots, and Your Motorcycle" (укр. Мені потрібен твій одяг, твоє взуття і твій мотоцикл) | проспект Саванна, Мідоуз-Парк, Дюкс                | Джеральд МакРірі         | $9,250                    |
| Ніко знов приходить додому до Джеральда. Біля входу він розмовляє із Кейт МакРірі, після чого підходить до Джеральда. Той каже Ніко, що дон Пегоріно хоче посилити ефект від попередньої роботи і ще більше посварити Анчелотті і албанців. Джеральд каже, що міг би зайнятися цим і сам, але йому здається, що за ним спостерігають. Ніко перевдягається в костюм албанця, сідає на мотоцикл і їде на Стар-Джанкшн. Там член банди Анчелотті на ім'я Френк Гароне допитує албанця щодо вбивства Чорного Тоні. Як тільки він бачить Ніко, то одразу сідає на мотоцикл і починає втікати. Ніко наздоганяє його і вбиває. |                                                    |                          |                           |
| "A Long Way to Fall" (укр. Довге падіння) | вулиця Фельдспар, Маленька Італія, Алгонквін       | Рей Бочіно               | $8,500                    |
| Ніко приходить в ресторан "Друзілла" до Рея Бочіно. Той каже, що його колишній друг Тедді Бенавідес не платить борги, тому Рей просить Ніко його вбити. Ніко їде в Норс-Холланд. По дорозі йому приходить повідомлення від Рея, в якому він прислав фотографію друга Тедді на ім'я Алонцо і написав, що той знає де знайти Тедді. Ніко приїжджає в Норс-Холланд, знаходить Алонцо і змушує його розповісти що Тедді живе на останньому поверсі багатоповерхівки, яка знаходиться поруч. Ніко заходить в багатоповерхівку і починає підніматися на останній поверх. Тим часом Алонцо дзвонить Тедді і попереджає, що до нього хтось іде. Ніко натикається на охорону Тедді. Ніко вбиває всіх охоронців і біжить за Тедді, який намагається втекти через дах. Ніко наздоганяє його, стріляє в нього і він падає з даху будівлі та розбивається. |                                                    |                          |                           |
| "Taking in the Trash" (укр. Взяти зі сміття) | вулиця Фельдспар, Маленька Італія, Алгонквін       | Рей Бочіно               | $9,000                    |
| Ніко приходить до Рея. На пів хвилини пізніше нього до Рея приходить Ешлі Батлер, жаліється йому, що дуже погано себе почуває і повідомляє, що байкери з "The Lost MC" залишили для нього діаманти в мішках зі сміттям. Рей просить зібрати ці діаманти. Ніко йде до сміттєвоза, зустрічає там трьох сміттєзбиральників, головного з яких звуть Лука, сам переодягається в сміттєзбиральника і сідає за кермо сміттєвоза. Ніко із сміттєзбиральниками їздять і збирають мішки із сміттям, після чого Ніко відвозить сміттєвоз в депо в Фішмаркет-Саус. |                                                    |                          |                           |
| "Meltdown" (укр. Чорна смуга) | вулиця Фельдспар, Маленька Італія, Алгонквін       | Рей Бочіно               | $9,500                    |
| Ніко приходить до Рея і той каже, що так і не отримав діамнтів, а це значить що їх вкрав або Ніко, або сміттєзбиральники. Рей схиляється до варіанту, що їх вкрали сміттєзбиральники. Він каже, що вони десь в Касл-Гарден-Сіті. Ніко їде туди і знаходить сміттєзбиральників, які сидять в машині і обговорюють свою майбутню подорож в Лас-Вентурас. Ніко підходить до них і просить віддати діаманти по доброму, але вони відмовляються. Вони починають втікати. Ніко сідає в машину, яка стояла поруч, і починає переслідувати сміттєзбиральників. Врешті вони не справляються з керуванням, розбивають машину в Міддл-Парку і далі втікають пішки. Ніко наздоганяє їх, вбиває і забирає діаманти, після чого дзвонить Рею і просить забрати діаманти на мосту через Міддл-Парк. Ніко йде на цей міст і віддає Рею діаманти. |                                                    |                          |                           |
| "Museum Piece" (укр. Музейний шматок) | вулиця Фельдспар, Маленька Італія, Алгонквін       | Рей Бочіно               | -                         |
| Ніко приходить в ресторан до Рея. Той сварить Ніко за те, що той довго не приходить. Рей каже, що в нього діаманти вартістю два мільйони доларів і йому потрібно негайно їх продати. Ніко питає в Рея чому він на нього працює і яка йому буде від того винагорода. Після невеличкої сварки Рею доводиться пообіцяти, що він знайде Флоріана Кравіча, якого Ніко хоче знайти. Рей каже Ніко щоб він їхав до музею "Лібертоніан" в Міддл-Парк, зустрівся там з Джонні Клебіцом і продав діаманти людині на ім'я Айзек. Ніко їде до музею і зустрічається з Джонні. Після цього вони зустрічаються із євреями, серед яких і Айзек. Євреї показують Ніко і Джонні гроші, після чого Ніко дає їм подивитись на діаманти. Раптом з'являється Луїс Лопез і вбиває двох євреїв. Всі розбігаються хто куди. Джонні встиг схопити валізу з грошима. Тепер Ніко треба вибратись із музея. Він вступає в перестрілку з охороною Айзека, пробирається до виходу, сідає в машину і починає втікати. Його починають переслідувати люди Айзека, але Ніко вбиває їх всіх. Примітка: Ця місія перетинається із місією "Not So Fast" з гри Grand Theft Auto: The Ballad of Gay Tony та з місією "Collector's Item" з гри Grand Theft Auto: The Lost and Damned. |                                                    |                          |                           |
| "No Way on the Subway" (укр. Метро не варіант) | вулиця Фельдспар, Маленька Італія, Алгонквін       | Рей Бочіно               | $10,000                   |
| Ніко приходить в ресторан до Рея. Той якраз розмовляє з людиною на ім'я Філ Белл. Рей каже Ніко, що байкери з мотоклубу "The Lost MC" вкрали в нього два мільйони, тому він просить Ніко знайти їх, вбити і забрати в них гроші. Ніко їде в Іст-Холланд, де зібрались байкери. Коли Ніко підходить до них, він вимагає віддати гроші по доброму, але вони відмовляються, сідають на байки і починають втікати. Ніко теж сідає на байк і женеться за ними. Через деякий час вони заїжджають у тунель метро і далі Ніко женеться за ними по тунелям. Врешті Ніко вбиває обох байкерів, дзвонить Рею і доповідає про це. Примітка: Ця місія перетинається із місією "Was It Worth It?" з гри Grand Theft Auto: The Lost and Damned. |                                                    |                          |                           |
| "Weekend at Florian's" (укр. Вихідні у Флоріана) | вулиця Айві-Драйв-Саус, Міддл-Парк-Вест, Алгонквін | Рей Бочіно               | -                         |
| Ніко на мобільний телефон дзвонить Рей і каже, що знайшов людину, яка знає де знаходиться Флоріан Кравіч. Цю людину звуть Талбот Деніелс і його можна знайти на вулиці Айрон в Траянгл. Ніко їде до свого дому в Міддл-Парк-Іст і підбирає там Романа, після чого вони їдуть до Талбота. Ніко підходить до Талбота і питає в нього де знайти Флоріана Кравіча. Той відповідає, що не знає такого. Роман каже йому що він бреше і погрожує що Ніко його вдарить якщо він не скаже. Талбот погоджується показати де живе Флоріан Кравіч. Вони сідають в машину і Талбот показує дорогу. Коли вони приїжджають Ніко із Романом підходять до дверей квартири і Ніко вибиває двері. Він знаходить всередині Флоріана Кравіча, але тому вдається переконати Ніко, що це не він зрадив їх підрозділ під час війни, а інший виживший Дарко Брейвіч. Тепер Ніко потрібно знайти Дарко Брейвіча. Флоріан Кравіч розповідає, що його тепер звуть Берні Крейн, що він тепер тренер по здоровому образу життя та по фітнесу, що він гомосексуал і що він коханець заступника мера Ліберті-Сіті Брайса Доукінса, поборника родинних цінностей. |                                                    |                          |                           |
| "Late Checkout" (укр. Пізній виїзд) | вулиця Фельдспар, Маленька Італія, Алгонквін       | Рей Бочіно               | $11,000                   |
| Коли Ніко приходить до Рея, той розмовляє по мобільному телефону з Айзеком. Айзек звинувачує Рея у тому, що він втратив і гроші, і діаманти. Рей скаженіє від люті і кричить Айзеку, що це не його провина. Рей просить Ніко поїхати до готелю "Маджестік" на Стар-Джанкшн і вбити там Айзека. Ніко їде туди, піднімається на поверх, де живе Айзек, вбиває його і всіх його охоронців, після чого покидає готель і відривається від переслідування поліції. |                                                    |                          |                           |
| "Hating the Haters" (укр. Ненависть до ненависників) | вулиця Айві-Драйв-Саус, Міддл-Парк-Вест, Алгонквін | Берні Крейн              | $6,000                    |
| Ніко приходить до Флоріана Кравіча, який все ще вимагає щоб його називали Берні Крейн. Берні каже, що коли він гуляє в Міддл-Парку хтось підходить і починає йому погрожувати. Ніко вирішує допомогти Берні. Вони їдуть в Міддл-Парк, Берні починає там робити пробіжку, а Ніко непомітно йде за ним. Раптом хтось вибігає перед Берні і б'є його бейсбольною битою. Але коли ця людина бачить Ніко, то біжить на дорогу, сідає на скутер і починає втікати. Ніко біжить за ним, теж сідає на скутер, наздоганяє його і вбиває, після чого відвозить Берні в магазин "Персеус" в Ексчендж. |                                                    |                          |                           |
| "Union Drive" (укр. Юніон-Драйв) | вулиця Айві-Драйв-Саус, Міддл-Парк-Вест, Алгонквін | Берні Крейн              | $6,500                    |
| Ніко приходить до Берні Крейна. Той у відчаї, бо його коханця Брайса Доукінса шантажують. Хтось погрожує розповісти, що Доукінс, який побудував кар'єру на боротьбі за сімейні цінності, є гомосексуалом. Ніко із Берні вирішують залякати шантажистів. Вони вдвох їдуть на зустріч із помічниками шантажиста в Нортвуд. Коли помічники шантажиста приїжджають, Ніко каже їм, щоб вони передали своєму боссу щоб він відступив, але вони кажуть, що їх боссом є Дмитро Раскалов. Ніко розуміє, що йому не вдясться їх залякати. Помічники Дмітрія їдуть. Ніко наздоганяє їх і вбиває, після чого відвозить Берні додому. |                                                    |                          |                           |
| "Buoys Ahoy" (укр. Буйки на палубі) | пірс 45, Фішмаркет-Саус, Алгонквін                 | Берні Крейн              | $6,500                    |
| Перед місією Ніко отримує повідомлення від Берні в якому просить його приїхати на пірс 45 в Фішмаркет-Саус. Ніко приїжджає туди. Там Берні каже Ніко, що хоче провести з ним пікнік. Ніко каже, що в нього багато справ, але все ж таки Берні його переконує. Вони сідають у човен і пливуть до Файрфлай-Айленд. Коли вони припливають туди, до них підпливає човен з росіянами, які починають стріляти по човну, в якому сидять Ніко і Берні, і кричать Ніко щоб він не жартував з Дмітрієм Раскаловим. Після цього вони починають втікати. Ніко женеться за ними. Через деякий час росіяни висаджуються на березі в Стейнвеї. Ніко теж висаджується, наздоганяє і вбиває їх. |                                                    |                          |                           |

## Олдерні
| Назва | Місце                                                       | Хто видає                | Винагорода                            |
| --- | ----------------------------------------------------------- | ------------------------ | ------------------------------------- |
| |                                                             |                          |                                       |
| "Smackdown" (укр. Вибивання) | вулиця Лі-Роуд, Ектер, Олдерні                              | Дерік МакРірі            | $6,500                                |
| Перед місією Ніко на мобільний телефон дзвонить Паккі МакРірі, каже, що його брату Деріку потрібна допомога і просить приїхати до нього в Олдерні. Коли Ніко приїжджає до Деріка, він бачить що він лежить п'яний на лавочці в парку. Дерік каже Ніко, що зробив якусь помилку і тепер чоловік на ім'я Бакі Слайго погрожує його через неї вбити. Ніко знаходить поліцейську машину і в ній заходить в поліцейську базу даних. Там він знаходить адресу Бакі Слайго. Він знаходиться в ресторані "Бургер Шот". Ніко під'їжджає до ресторану якраз коли Слайго від'їзджає від нього на машині. Він бачить поліцейську машину, в якій сидить Ніко і починає втікати. Ніко їде за ним. Врешті Слайго приїжджає до свого будинку, де знаходяться його друзі. Ніко вбиває Слайго і його друзів, після чого відривається від переслідування поліції. |                                                             |                          |                                       |
| "Babysitting" (укр. Приглядання за дитиною) | причал, Олдерні Сіті, Олдерні                               | Дерік МакРірі            | $7,000                                |
| Ніко зустрічає Деріка на причалі в Олдерні-Сіті. Вони сідають в човен. Дерік просить Ніко супроводити корейця Кіма, який перевозить підробні гроші. Ніко із Деріком підпливають до човна Кіма і починають його супроводжувати. Раптом якісь човни підпливають до човна Кіма і починають по ньому стріляти. Ніко знищує їх всіх. Після цього прилітає гелікоптер. Дерік дає Ніко гранатомет і Ніко збиває його. Далі Ніко із Деріком супроводжують Кіма до причалу в Індастріал, Бохан. |                                                             |                          |                                       |
| "Tunnel of Death" (укр. Тунель смерті) | вулиця Лі-Роуд, Ектер, Олдерні                              | Дерік МакРірі            | $7,500                                |
| Ніко приходить в парк до Деріка. Той каже, що його колишнього товариша Ейдена О'Маллі, який почав давати проти нього свідчення, скоро будуть переводити в Виправну колонію штату Олдерні. Дерік просить Ніко вбити О'Маллі. Після цього Паккі дзвонить Ніко і пропонує перехопити автозак із Айденом О'Маллі в тунелі Бута. Ніко має перекрити йому дорогу спереду, а Паккі відріже дорогу ззаду. Також Паккі каже, що залишив для Ніко вантажівку в Олдерні-Сіті. Ніко їде до цієї вантажівки, сідає в неї і дзвонить Паккі. Паккі каже, що знайшов автозак. Він також пояснює Ніко, що все це має виглядати як втеча, бо якщо вони одразу вб'ють Ейдена О'Маллі, то Дерік одразу опиниться під підозрою. Ніко їде на вантажівці до тунелю Бута, який з'єднує Алгонквін і Олдерні, перекриває його і чекає на автозак. Коли автозак під'їжджає, Паккі відрізує йому шлях назад, Ніко із Паккі вбивають всіх поліцейських і сідають в автозак. Ніко сідає за кермо і починає відриватись від переслідування поліції. Коли йому це нарешті вдається, він їде в Порт-Тюдор, де Ніко, Паккі і Ейден О'Маллі пересідають в легкову машину і їдуть на узбережжя в Лефтвуді. Коли вони приїжджають, Ейден О'Маллі питає хто організував його втечу. Паккі відповідає що Дерік МакРірі. Після цього Ніко підходить до Ейдена і вбиває його. |                                                             |                          |                                       |
| "Blood Brothers" (укр. Кровні брати) | вулиця Касл-Драйв, Касл-Гарден-Сіті, Алгонквін              | Френсіс МакРірі          | $10,000 або $20,000 якщо вбити Деріка |
| Перед місією Ніко отримує повідомлення від Френсіса МакРірі, який просить його негайно приїхати до нього в Касл-Гарден-Сіті. Ніко приїжджає до нього. Френсіс починає сварити Ніко за те, що він працював на його брата Деріка, якого Френсіс називає боягузом і шахраєм. Френсіс каже, Ніко що його брат Дерік погрожує зруйнувати його кар'єру розказавши журналістам про його братів-злодіїв. Френсіс каже, що скоро зустрінеться із Деріком в Ланцеті і просить Ніко вбити Деріка під час зустрічі. Ніко їде в Ланцет. По дорозі йому дзвонить Дерік, висловлює підозру що Френсіс хоче його вбити і просить Ніко вбити Френсіса. Ніко приїжджає на місце зустрічі і піднімається на дах будівлі навпроти місця, де зустрінуться брати. Ніко тепер має вибрати кого вбити: Френсіса чи Деріка. Він приймає рішення і вбиває зі снайперської гвинтівки Френсіса або Деріка. |                                                             |                          |                                       |
| "Undertaker" (укр. Похорон) | вулиця Ліберті-Лейн, Саффолк, Алгонквін                     | Патрік МакРірі           | -                                     |
| Перед місією Ніко на мобільник телефонує Паккі МакРірі і каже, що його брата вбили, а інший брат, Джеральд, потрапив до в'язниці. Він просить Ніко приїхати на поховання в Саффолк. Після цього Ніко отримує дзвінок від Кейт. Ніко виражає свої співчуття, але Кейт каже, що не сильно сумує за братом, на відміну від матері. Ніко приїжджає на поховання до церкви в Саффолку. Після молитви, всі виходять на вулицю і раптом під'їжджають люди на чорних машинах і починають стріляти по присутнім на похованні. Ніко і Паккі знищують їх всіх. Після цього Ніко із Паккі сідають в катафалк і везуть труну на кладовище в Стейнвеї або на острові Колоні. |                                                             |                          |                                       |
| "I'll Take Her" (укр. Я візьму її) | проспект Преторіан, Виправна колонія штату Олдерні, Олдерні | Джеральд МакРірі         | $9,500                                |
| Перед місією Ніко на мобільний телефон дзвонить Джеральд МакРірі і просить його приїхати до нього у в'язницю. Ніко приїжджає до Джері і вони розмовляють у приміщенні для побачень. Джеральд просить Ніко виконати одну справу. Він каже Ніко подзвонити Паккі і він все пояснить. Ніко виходить із будівлі в'язниці і дзвонить Паккі. Той пояснює Ніко, що треба викрасти дочку голови мафіозної родини Анчелотті, яку звуть Грейсі, з метою вимагання викупу. Паккі каже, що вона розмістила оголошення на сайті продажу машин, що хоче продати свою машину - рожевий "Фельтзер". Ніко їде в інтернет-кафе, заходить на сайт продажу машин і знаходить там номер телефону Грейсі Анчелотті. Ніко дзвонить їй і вона каже Ніко приїхати до її дому в Ектері. Ніко приїжджає до неї і просить провести тест-драйв перед тим як купити машину. Вони сідають в машину і починають кататися на ній. Коли вони від'їжджають достатньо далеко від дому Грейс, Ніко каже їй що він її викрадає. Грейсі починає погрожувати Ніко, що її батько вб'є його, намагається подзвонити йому, але Ніко забирає в неї телефон. Грейсі намагається вивернути кермо, за яким сидить Ніко і навіть намагається вистрибнути з машини. Врешті Ніко це набридає і він ударом вирубає Грейсі. Він відвозить її до квартири в Лефтвуді. Далі за нею слідкуватиме Гордон. |                                                             |                          |                                       |
| "Ransom" (укр. Викуп) | проспект Сакраменто, Лефтвуд, Олдерні                       | Паккі МакРірі            | $9,500                                |
| Перед місією Ніко на мобільний телефон дзвонить Паккі і каже, що дон Анчелотті не виріть, що Грейсі викрали, тому треба зробити фотографію Грейсі і відіслати йому. Ніко приїжджає до квартири, де тримають Грейсі, фотографує її і відправляє фотографію Паккі, щоб він відправив її дону Анчелотті. Після цього Ніко йде. |                                                             |                          |                                       |
| "She's A Keeper" (укр. Вона - хранитель) | проспект Преторіан, Виправна колонія штату Олдерні, Олдерні | Джеральд МакРірі         | $9,500                                |
| Ніко навіщає Джеральда у в'язниці. Той натяками повідомляє Ніко, що Грейсі треба перевезти в інше місце, бо Анчелотті знайшли старе місце. Ніко приїжджає до квартири в Лефтвуді, Гордон запихує Грейсі в багажник машини, Ніко сідає в машину і відвозить її на нове місце в Нортвуді, де за нею буде слідкувати Паккі. По дорозі його переслідують люди Анчелотті. |                                                             |                          |                                       |
| "Diamonds Are a Girl's Best Friend" (укр. Кращі друзі дівчат - це діаманти) | проспект Преторіан, Виправна колонія штату Олдерні, Олдерні | Джеральд МакРірі         | -                                     |
| Ніко приходить до Джеральда у в'язницю. Той каже, що треба нарешті обміняти Грейсі на викуп. Ніко виходить із будівлі в'язниці і дзвонить Паккі. Той каже, що вони обміняють Грейсі на діаманти. Ніко приїжджає в Нортвуд, сідає в машину до Паккі і Грейсі та їде на місце обміну на острові Чардж. Там вони зустрічають Тоні Принса і Луїса Лопеса. Луїс кладе діаманти посередині між Тоні і Ніко з Паккі, відходить і Паккі відпускає Грейсі. Вона йде до Тоні і Луїса, всі вони сідають у човен та пливуть геть. Коли Ніко із Паккі збираються підняти діаманти, раптом з'являється Рей Булгарін і каже, що Тоні і Луїс вкрали діаманти в нього, а Ніко вкрав діаманти в них, таким чином Ніко пограбував його. Люди Булгаріна нападають на Ніко і Паккі, які змушені відстрілюватись. Хтось із людей Булгаріна забирає діаманти і Ніко із Паккі біжать за ним, по дорозі відстрілюючись від людей Булгаріна. Коли вони нарешті наздоганяють чоловіка із діамантами і наказують йому віддати їх, він каже, що якщо він їх віддасть, то Булгарін вб'є його, а якщо не віддасть, то його вб'ють Ніко із Паккі. Він вирішує, що краще не хай ці діаманти не дістаються нікому і кидає їх в самоскид, який проїжджав під платформою, на якій вони втрьох стояли. Ніко із Паккі вбивають його, сідають в машину і Ніко відвозить Паккі додому. Паккі дуже засмучений, що вони проробили стільки роботи даремно. Примітка: Ця місія перетинається із місією "Ladies Half Price" з гри Grand Theft Auto: The Ballad of Gay Tony. |                                                             |                          |                                       |
| "Truck Hustle" (укр. Вкрадення вантажівки) | проспект Стоуер, Нормандія, Олдерні                         | Філ Белл                 | $11,000                               |
| Ніко разом із Реєм Бочіно приходить до Філа Белла. Філ просить Рея допомогти йому, але той каже, що дуже зайнятий. Він пропонує послуги Ніко. Філ каже Ніко, що тріади десь отримали партію наркотиків і зараз намагаються їх продати. Філ просить вкрасти в них наркотики. Ніко їде до перевулку в Лефтвуді, куди повинна приїхати вантажівка із наркотиками, і чекає там на вантажівку. Вантажівка приїжджає із ще кількома машинами з членами тріад. Ніко вступає з ними в перестрілку, а вантажівка тим часом починає втікати. Ніко наздоганяє вантажівку і застрибує на неї. Він дуже повільно повзе до кабіни, а коли доповзає, то залазить в кабіну, вбиває водія і сам сідає за кермо. Після цього Ніко дзвонить Філу Беллу і каже, що вантажівка в нього. Філ просить Ніко відвезти вантажівку до покинутого маєтку в Вестдайку, що Ніко і робить. |                                                             |                          |                                       |
| "Pegorino's Pride" (укр. Гордість Пегоріно) | проспект Біверхед, Вестдайк, Олдерні                        | Джиммі Пегоріно          | $10,500                               |
| Перед місією Ніко отримує дзвінок від Філа Белла. Той каже, що розповів про нього своєму босу Джиммі Пегоріно і він запросив Ніко попрацювати на нього. Ніко приходить до Пегоріно. Той збирається на зустріч із представниками мафіозної родини Павано і просить Ніко забезпечити його безпеку. Ніко, Пегоріно та двоє його хлопців, Марко і Піт, сідають в машину і їдуть на місце зустрічі в Ектер-Індастріал-Парк. Марко дає Ніко снайперську гвинтівку і Ніко підіймається на останній поверх будівлі навпроти. Зустріч починається. Раптом на Пегоріно і його хлопців нападають люди Павано. Ніко вбиває зі снайперської гвинтівки всіх, кого може дістати, після чого спускається, вбиває решту і підбігає до Пегоріно. Пегоріно поранений. Ніко із Пегоріно сідають в машину і починають переслідувати члена банди Павано, який забрав товар. Ніко наздоганяє його, вбиває, забирає товар і відвозить Пегоріно додому. |                                                             |                          |                                       |
| "Payback" (укр. Відплата) | проспект Біверхед, Вестдайк, Олдерні                        | Джиммі Пегоріно          | $12,000                               |
| Ніко приходить до Пегоріно. Той хоче помститися Павано. Він каже, що один із членів банди Павано скоро поїде збирати гроші з бізнесу Павано в Олдерні. Пегоріно просить Ніко вбити його і присутніх разом з ним членів банди Павано та дозволяє йому залишити забрані в них гроші собі. Ніко їде до бістро в Ектері, де зараз знаходиться член банди Павано. Коли Ніко під'їжджає, той здогадується, що люди Пегоріно слідкують за ним і починає втікати. Ніко женеться за ним. Врешті член банди Павано приїжджає до автосалону в Лефтвуді. Ніко вбиває всіх присутніх там членів банди Павано. |                                                             |                          |                                       |
| "Catch the Wave" (укр. Зловити хвилю) | проспект Тіндербокс, Тюдор, Олдерні                         | Філ Белл                 | $7,500                                |
| Ніко приходить до Філа Белла в стриптиз-клуб в Тюдорі, який належить Пегоріно. Ніко розмовляє із Філом. Раптом підбігає працівник клубу і каже Філу, що тільки що дзвонив бос і сказав терміново їхати в док. Філ із Ніко сідають в машину і їдуть до вантажівки, яка стоїть під естакадою в Лефтвуді. По дорозі Філ пояснює, що в док на острові Чардж привезли наркотики для російської мафії і їх треба вкрасти. Люди Пегоріно вкрали вантажівку російської мафії. Пегоріно хоче щоб Філ поїхав на цій вантажівці, представився членом російської мафії, йому завантажили наркотики у вантажівку і він би поїхав. Філ каже, що цей план точно не спрацює, але він має виконувати наказ. Ніко із Філом пересідають з машини у вантажівку і їдуть в док на острові Чардж. Коли вони приїжджають, член російської мафії підходить до них і питає хто вони. Філ відповідає, що вони приїхали забрати наркотики, але член російської мафії їм не вірить і починається перестрілка. Ніко із Філом вбивають всіх членів російської мафії, сідають в човни із наркотиками і пливуть до причалу в Норс-Холланд. |                                                             |                          |                                       |
| "Trespass" (укр. Проникнення) | проспект Стоуер, Нормандія, Олдерні                         | Філ Белл                 | $10,500                               |
| Ніко приходить до Філа в порт. Той каже, що член банди Анчелотті на ім'я Товстий Чарлі якось дізнався що це саме вони вкрали в росіян наркотики і що він збирається розповісти це Комісії п'яти мафіозних родин. Якщо він це розповість, це означатиме війну між родиною Пегоріно і п'ятьма мафіозними родинами Комісії. Тому Філ просить Ніко поїхати на завод "Спранк" в Тюдорі, де зарад перебуває Товстий Чарлі, та вбити його. Ніко їде туди, вривається всередину і вступає в перестрілку з членами банди Анчелотті. Товстий Чарлі починає втікати і Ніко біжить за ним. Чарлі вибігає на дах і за ним прилітає гелікоптер. Чарлі стрибає і чіпляється руками за гелікоптер, який починає відлітати. Ніко збиває гелікоптер і Чарлі помирає. |                                                             |                          |                                       |
| "To Live and Die in Alderney" (укр. Жити і померти в Олдерні) | проспект Стоуер, Нормандія, Олдерні                         | Філ Белл                 | $12,000                               |
| Ніко приходить до Філа Белла і бачить його із дружиною Пегоріно. Філ каже Ніко, що настав час забрати наркотики, які вони залишили в покинутому маєтку в Вестдайку. Вони сідають в машину і їдуть туди. Коли вони приїжджають, вони зустрічають племінника Філа на ім'я Френкі. Він охороняв наркотики весь час, а зараз він завантажив їх у дві машини щоб їх можна було забрати. Раптом приїжджає декілька машин ФБР. Філ, Ніко і Френкі сідають в машини і починають втікати. Через деякий час, Філ розуміє, що просто так вони не відірвуться, дзвонить Ніко і каже, що треба залишити машини і далі рухатись на фургоні. Філ заїжджає у провулок і виходить з машини. Ніко із Френкі роблять те саме. Їх оточує поліція і спецнац. Ніко, Філ і Френкі вбивають їх всіх і біжать до фургона. Над ними з'являється поліцейський гелікоптер. Ніко збиває гелікоптер, всі троє сідають в фургон, відриваються від переслідування і Ніко відвозить фургон до іншої схованки в Лефтвуді. |                                                             |                          |                                       |
| "Flatline" (укр. Пряма лінія) | проспект Біверхед, Вестдайк, Олдерні                        | Джиммі Пегоріно          | $13,000                               |
| Ніко підходить до будинку Пегоріно. Раптом з'являється сам Пегоріно і наставляє на Ніко дробовик. Пегоріно каже, що його оточують зрадники. Він дізнався, що його охоронець Ентоні носив мікрофон і записував всі його розмови для ФБР. Пегоріно каже, що після цього подзвонив йому на мобільний і так налякав його так, що в того стався інсульт і він зараз знаходиться під охороною в госпіталі в Лефтвуді. Пегоріно просить Ніко вбити його. Ніко їде до лікарні, заходить в неї, йде до палати Ентоні, вбиває охоронців біля його палати, заходить і вбиває самого Ентоні. Після цього Ніко оточує поліція. Він перестрілюючись із поліцейськими пробирається на вулицю, сідає в машину і відривається від переслідування поліції. |                                                             |                          |                                       |
| "Pest Control" (укр. Боротьба із шкідниками) | проспект Біверхед, Вестдайк, Олдерні                        | Джиммі Пегоріно          | $14,500                               |
| Ніко приходить до Пегоріно. В нього якраз зустріч з Філом Беллом і Реєм Бочіно. Філ із Реєм трохи сперечаються, після чого йдуть. Пегоріно каже, що або Рей, або Філ є зрадником, але він ще не знає хто саме. Пегоріно каже Ніко, що він пізніше подзвонить і скаже кого з них треба вбити. Ніко йде. Через деякий час йому дзвонить Пегоріно і просить вбити Рея Бочіно, який зараз знаходиться в Іст-Холланд. Ніко їде туди і бачить як Рей із його охоронці сідають в машини. Ніко наздоганяє ці машини та вбиває Рея і його охоронців. |                                                             |                          |                                       |
| "Entourage" (укр. Оточення) | проспект Кессіді, Шоттлер, Брокер                           | Джон Гравелі             | $12,000                               |
| Перед місією Ніко отримує дзвінок від контакта з газети "Юнайтед Ліберті", який каже, що дон мафіозної родини Гамбеті на ім'я Джон Гравелі, який лежить в лікарні в Шоттлері, може допомогти йому знайти Дарко Брейвіча. Ніко приїжджає до Гравелі, і той пропонує Ніко працювати на нього в обмін на допомогу у пошуках Дарко Брейвіча та в обмін на знищення поліцейського досьє на Ніко. Ніко погоджується. Джон Гравелі каже, що російська мафія на чолі із Дмітрієм Раскаловим шантажує заступника мера Ліберті-Сіті Брайса Доукінса, погрожуючи розкрити його роман із Берні Крейном. Вони вимагають від Доукінса заключення із ними контрактів, які зараз заключені із мафіозною родиною Гамбеті. Гравелі каже, що скоро його друг Боббі Джефферсон із півночі штату приїде в Ліберті-Сіті щоб виголосити в мерії промову щодо небезпечності російської мафії. Очевидно, російська мафія не захоче щоб це сталося, тому Джефферсону потрібна охорона і Гравелі просить Ніко зайнятися його охороною. Ніко їде до вокзалу в Істоні і зустрічає там Боббі Джефферсона, після чого починає супроводжувати його до мерії. По дорозі їх кортеж потрапляє у засідку. Ніко вбиває всіх членів російської мафії, які на них напали, після чого продовжує везти Джефферсона до мерії. Їх починають переслідувати росіяни на машинах. Ніко знищує їх і нарешті довозить Боббі Джефферсона до мерії. |                                                             |                          |                                       |
| "Dining Out" (укр. Відобідати) | проспект Кессіді, Шоттлер, Брокер                           | Джон Гравелі             | $13,250                               |
| Ніко знов провідує Джона Гравелі в лікарні. Той каже Ніко, що його люди вийшли на слід Дарко Брейвіча. Також він каже, що кореєць Кім Йонг-Гук, який недавно приїхав в Ліберті-Сіті, почав поширювати фальшиві гроші і Гравелі це не подобається. Гравелі просить Ніко вбити цього корейця. Ніко їде до ресторану в Олдерні-Сіті, де знаходиться Кім Йонг-Гук, заходить всередину, вбиває всіх охоронців Кім Йонг-Гука, а сам Кім Йонг-Гук починає втікати. Він вибігає на вулицю, сідає в машину і починає втікати. Ніко вибігає вслід за ним, сідає на мотоцикл, наздоганяє його і вбиває. |                                                             |                          |                                       |
| "Liquidize the Assets" (укр. Розтоплений бізнес) | проспект Кессіді, Шоттлер, Брокер                           | Джон Гравелі             | $14,500                               |
| Ніко ще раз приходить в лікарню до Джона Гравелі і бачить що той розмовляє з контактом з газети "Юнайтед Ліберті". Вони кажуть Ніко, що в Ектері російська мафія під виглядом овочебази влаштувала базу для завантаження наркотиків в фургони. Їм це не подобається, тому вони просять Ніко знищити цю базу. Ніко їде туди, вбиває там всіх членів російської мафії і підриває фургони. |                                                             |                          |                                       |
| "That Special Someone" (укр. Хтось особливий) | аеропорт Френсіс-Інтернешнл, Дюкс                           | газета "Юнайтед Ліберті" | -                                     |
| Ніко отримує телефонний дзвінок від контакту з газети "Юнайтед Ліберті". Він каже, що Дарко Брейвіч вже знайдений і скоро його доставлять в аеропорт Френсіс-Інтернешнл. Ніко дзвонить Роману і повідомляє про це. Роман просить підібрати його на Файрфлай-Айленд. Ніко їде за Романом, після чого вони разом їдуть в аеропорт. Коли вони приїжджають, то повз них проїжджає фургон, з якого викидають Дарко Брейвіча. Ніко підходить до нього і питає чому він їх всіх зрадив. Той відповідає, що отримав за це тисячу доларів які витратив собі на дозу. Ніко вирішує вбивати Дарко чи ні. Після цього Ніко із Романом сідають в машину і Роман просить відвезти його до Брусі. Ніко емоційно спустошений. Він навіть відключає радіо бо не хоче його чути. Після того, як Ніко відвіз Романа, він дзвонить Флоріану Кравічу і розповідає, що тільки що відбулось. Якщо Ніко вбив Дарко, то Флоріан каже, що тепер ця сторінка перегорнута і можна почати життя з чистого листа. Якщо Ніко відпустив Дарко, то Флоріан каже, що Ніко поступив мудро. |                                                             |                          |                                       |
| "One Last Thing" (укр. Одна остання справа) | проспект Стоуер, Нормандія, Олдерні                         | Джиммі Пегоріно          | -                                     |
| Перед місією Ніко отримує телефонний дзвінок від Джиммі Пегоріно. Він каже, що в нього з'явилася дуже важлива справа і просить приїхати до нього в стриптиз-клуб в Тюдорі. Ніко приїжджає до нього. Пегоріно наказує Ніко взяти участь в продажі наркотиків разом з Дмітрієм Раскаловим. Для Пегоріно це останній шанс потрапити до Комісії. Ніко каже що він у ворожих відносинах з Дмітрієм Раскаловим і що не буде цього робити. Пегоріно починає злитися і погрожувати Ніко вбити його, якщо він не візьме участь в угоді. Ніко виходить із стриптиз-клубу, дзвонить Роману і пояснює ситуацію. Роман каже, що угода допоможе їм заробити багато грошей і зажити щасливим життям. Одразу після цього Ніко дзвонить Кейт МакРірі і теж розповідає їй про ситуацію. Вона каже, що перестане поважати Ніко якщо він зрадить своїм принципам. Тепер Ніко має зробити вибір. Примітка: В цій місії гравцю не треба нічого робити, а лише подивитися відеоролик. Після цього гравцю потрібно зробити вибір між угодою і помстою. |                                                             |                          |                                       |

## Кінцівка

### Угода
| Назва | Місце                                   | Хто видає         | Винагорода |
| --- | --------------------------------------- | ----------------- | ---------- |
| |                                         |                   |            |
| "If the Price is Right" (укр. Якщо ціна достатня) | Пламберс-Скайвей, Тюдор, Олдерні        | Джиммі Пегоріно   | $250,000   |
| Ніко вибрав угоду. Він забирає Філа Белла в Тюдорі і вони їдуть в порт Тюдор. По дорозі Філ пояснює, що Дмитро Раскалов буде продавати наркотики, а їм повинні будуть віддати за них гроші. Дмитро має подзвонити і повідомити що все пройшло нормально. Ніко із Філом приїжджають до порту і чекають на дзвінок. Ніко отримує дзвінок. Дмитро Раскалов каже, що він вирішив не продавати наркотики по такій малій ціні і вбив всіх представників банди-покупця. Ніко із Філом розуміють, що вони в небезпечному становищі, але попри це вирішують забрати гроші. Вони залазять на дах складу і проникають всередину через вікно на даху. Вони вступають в перестрілку із членами банди-покупця і пробирають до приміщення, де лежить сумка з грошима. Коли вони таки дістались до цього приміщення, Філ вибиває двері і бачить, що один з членів банди-покупця втікає з грошима. Ніко із Філом біжать за ним. Він сідає у вантажівку і втікає далі на ній. Ніко із Філом сідають у машину і переслідують його. Ніко вбиває цього члена банди, забирає сумку із грошима і відвозить Філа додому. |                                         |                   |            |
| "Mr and Mrs Bellic" (укр. Містер і місіс Беллик) | вулиця Ліберті-Лейн, Саффолк, Алгонквін | Роман Беллик      | -          |
| Ніко приїжджає до церкви, де відбудеться вінчання Романа і Мелорі. Після вінчання всі виходять на вулицю і вітають Романа і Мелорі. Раптом ззаду до Ніко підходить якийсь чоловік, каже "подарунок від Дмітрія Раскалова" і дістає пістолет. Ніко схоплює його руку, вивертає в протилежну сторону і стріляє йому в обличчя. Але цей чоловік встиг вистрелити в Романа. Роман помер. Ніко стріляє в цього чоловіка ще декілька разів, а потім пинає його тіло ногами, поки Мелорі ридає над тілом Романа. |                                         |                   |            |
| "A Revenger's Tragedy" (укр. Трагедія месника) | площа Кореш, Олдерні-Сіті, Олдерні      | Маленький Джейкоб | -          |
| Ніко отримує дзвінок від Джейкоба. Той каже, що після угоди Пегоріно подружився із Дмітрієм і що він знайшов двох людей Пегоріно в Олдерні-Сіті. Джейкоб пропонує Ніко зустрітися там. Ніко їде до Джейкоба в Олдерні-Сіті, сідає до нього в машину і вони чекають на людей Пегоріно. Коли люди Пегоріно виходять із будівлі, вони бачать Ніко із Джейкобом, сідають в машину і починають втікати. Ніко із Джейкобом починають їх переслідувати. Джейкоб каже, що вони приведуть їх до Пегоріно і до Дмітрія Раскалова. Врешті люди Пегоріно приїжджають до покинутої будівлі в Вестдайку. Ніко каже Джейкобу, що це його особиста справа і що він вб'є Дмітрія сам. Джейкоб біжить геть. Ніко вступає в перестрілку із людьми Пегоріно і Раскалова та поступово пробирається всередину будівлі. Всередині він бачить як Дмитро вбиває Пегоріно, бо не хоче з ним ділитися. Коли Дмитро бачить Ніко, він починає втікати. Ніко біжить за ним. Дмитро сідає в гелікоптер і намагається втекти. Ніко стрибає і чіпляється руками за гелікоптер, але помічник Дмітрія змушує Ніко відпустити хватку і впасти воду. Після того, як Ніко падає в воду, він сідає в моторний човен і продовжує переслідувати Дмітрія. Помічник Дмітрія намагається попасти в човен Ніко із гранатомета. Раптом з'являється Джейкоб на гелікоптері. Джейкоб спускається до самої води, Ніко підпливає до нього і застрибає на гелікоптер. Ніко із Джейкобом продовжують переслідувати Дмітрія на гелікоптері. Врешті Джейкоб і помічник Дмітрія майже одночасно підбивають гелікоптери один одного і обидва гелікоптери падають на острові Щастя. Всі вибігають із гелікоптерів. Ніко біжить за Дмітрієм, наздоганяє його і вбиває. Перед тим як вбити його, Ніко каже Дмітрію, що він зраджував всіх, з ким коли-небудь зустрічався. |                                         |                   |            |

### Помста
| Назва | Місце                                   | Хто видає         | Винагорода |
| --- | --------------------------------------- | ----------------- | ---------- |
| |                                         |                   |            |
| "A Dish Served Cold" (укр. Страва, яка подається холодною) | проспект Моханет, Іст-Хук, Брокер       | Ніко Беллик       | -          |
| Ніко вирішив помститися Дмітрію Раскалову. Ніко приїжджає до корабля "Платипус", де Дмитро керує вантаженням наркотиків на корабель. Ніко вбиває всіх членів російської мафії на берегу і на палубі, після чого починає пробиратися до капітанської рубки. В капітанській рубці він відкриває люки в вантажний відсік. Ніко спускається туди, знаходить там Дмітрія і вбиває його, після чого покидає корабель. |                                         |                   |            |
| "Mr and Mrs Bellic" (укр. Містер і місіс Беллик) | вулиця Ліберті-Лейн, Саффолк, Алгонквін | Роман Беллик      | -          |
| Після вбивства Дмітрія Раскалова Ніко дзвонить Кейт МакРірі, повідомляє про зроблений ним вибір і запрошує її на весілля Романа і Мелорі. Вона погоджується. Через деякий час Ніко отримує дзвінок від Романа, який нагадує Ніко про весілля. Ніко їде до Кейт, забирає її і вони разом приїжджають до церкви, де відбудеться вінчання Романа і Мелорі. Після вінчання всі виходять на вулицю і вітають Романа і Мелорі. Раптом повз них проїжджає машина і з вікна цієї машини Джиммі Пегоріно стріляє по присутнім на весіллі, при цьому кричить Ніко що він зрадник. Кейт падає мертвою. Ніко схилився на її тілом. Він знаходиться у відчаї. |                                         |                   |            |
| "Out of Commission" (укр. Поза комісією) | площа Кореш, Олдерні-Сіті, Олдерні      | Маленький Джейкоб | $250,000   |
| Ніко отримує дзвінок від Джейкоба. Той каже що він із Романом знайшов двох людей Пегоріно в Олдерні-Сіті. Джейкоб пропонує Ніко зустрітися там. Ніко їде до Джейкоба і Романа в Олдерні-Сіті, сідає до них в машину і вони чекають на людей Пегоріно. Коли люди Пегоріно виходять із будівлі, вони бачуть Ніко, Джейкоба і Романа, сідають в машину і починають втікати. Ніко із Джейкобом починають їх переслідувати. Джейкоб каже, що вони приведуть їх до Пегоріно. Врешті люди Пегоріно приїжджають до покинутої будівлі в Вестдайку. Ніко каже Роману, що це дуже небезпечно і просить його піти. Ніко також просить Джейкоба приглянути за Романом. Вони біжать геть. Ніко вступає в перестрілку із людьми Пегоріно та поступово пробирається всередину будівлі, де натикається на Пегоріно. Коли Пегоріно бачить Ніко, він починає втікати. Ніко біжить за ним. Пегоріно біжить до причалу, сідає в човен і намагається втекти. Ніко сідає на мотоцикл і починає гнатися за Пегоріно по берегу. Раптом з'являється Джейкоб на гелікоптері. Ніко заїжджає на мотоциклі на трамплін і таким чином застрибає в гелікоптер. Ніко, Джейкоб і Роман продовжують переслідувати Пегоріно на гелікоптері. Врешті Пегоріно причалює до острова Щастя і вибігає із човна, а Джейкоб садить на цьому острові гелікоптер, після чого Ніко, Джейкоб і Роман вибігають з гелікоптера. Ніко біжить за Пегоріно, наздоганяє його і вбиває. Перед тим як вбити його, Ніко каже Пегоріно що був знайомий з одним із членів Комісії і він вважав Пегоріно клоуном. Після цього до Ніко підбігають Роман і Джейкоб. Роман каже що все тепер скінчено і можна почати жити нормальним життям. |                                         |                   |            |